# Grotta di Ernesto
Grotta di Ernesto este o arie protejată (arie specială de conservare — SAC, sit de importanță comunitară — SCI) din Italia întinsă pe o suprafață de 1,06 ha, integral pe uscat.

## Localizare
Centrul sitului Grotta di Ernesto este situat la coordonatele 45°58′46″N 11°39′24″E / 45.9794°N 11.65669°E.

## Înființare
Situl Grotta di Ernesto a fost declarat sit de importanță comunitară în iunie 1995 pentru a proteja un număr necunoscut de specii din flora spontană și fauna sălbatică aflate în arealul zonei. Situl a fost protejat și ca arie specială de conservare în martie 2014.

## Biodiversitate
Situată în ecoregiunea alpină, aria protejată conține 1 habitat natural: Peșteri inaccesibile publicului.
La baza desemnării sitului se află un număr nedeclarat de specii protejate:
Pe lângă speciile protejate, pe teritoriul sitului au mai fost identificate 1 specie de mamifere.